# Knowledge Graph
Knowledge Graph (рус. Сеть знаний; дословно Граф знаний) — семантическая технология и база знаний, используемая Google для повышения качества своей поисковой системы с семантическо-поисковой информацией, собранной из различных источников. Граф знаний был добавлен в поисковую систему Google в 2012 году, сначала в США, о чём было объявлено 16 мая 2012 года. Граф знаний предоставляет структурированную и подробную информацию о теме в дополнение к списку ссылок на другие сайты. Цель состоит в том, что пользователи смогут использовать эту информацию для решения своих запросов без необходимости перехода на другие сайты и сбора информации самостоятельно.
По словам представителей Google, база знаний Knowledge Graph сформирована из многих источников, включая CIA World Factbook, Freebase и Wikipedia. По функциям Knowledge Graph похож на поисковики, дающие ответ, такие как Ask Jeeves, Wolfram Alpha, Linked data и DBpedia. С 2012 в семантической сети содержится более 570 миллионов объектов и более 18 млрд фактов и отношения между этими различными объектами, которые используются, чтобы понять смысл запроса.